# Валтер фон Амерслебен
Валтер фон Амерслебен (на немски: Walter von Amersleben; † сл. 1239) е благородник от род фон Амерслебен в Саксония-Анхалт. Произлиза от род Арнщайн и рицарския род Щойслинген от  Швабия.
Той е син на Валтер фон Бизенроде, част от Мансфелд († 7 август 1190) и Адела фон Амерслебен, дъщеря на Вилхелм фон Амерслебен. Внук е на Адалберт фон Бизенроде († сл. 1148) и правнук на Адалберт фон Арнщайн († сл. 1120). Праправнук е на Аделберо фон Щойслинген († сл. 1056) и Юдит († сл. 1107). Потомък е на Валтер фон Щойслинген († ок. 980). Роднина е на Вернер фон Щойслинген († 1151), от 1132 г. епископ на Мюнстер, на Свети Анно II фон Щойслинген († 1075), архиепископ на Кьолн (1056 – 1075), Вернер/Вецило фон Щойслинген († 1078), архиепископ на Магдебург (1063 – 1078), и на епископ Бурхард II фон Халберщат (1059 – 1088).

## Фамилия
Валтер фон Амерслебен се жени за Друткиндис (Гертруд). Те имат една дъщеря:
- Гертруд фон Амерслебен († сл. 1262), омъжена пр. 1239 г. за Конрад фон Дорщат (* 1232; † 27 август 1269)